# Articolo (giornalismo)
Nel giornalismo, un articolo è un testo destinato alla pubblicazione in un giornale, una rivista o qualsiasi altro mezzo d'informazione. Il termine, di derivazione latina, sta a indicare che è relativamente breve e concorre insieme con altri articoli a formare un determinato numero di una pubblicazione. Ogni articolo è quasi sempre firmato o siglato dal suo autore ed è individuato da un titolo. Nel gergo giornalistico viene familiarmente chiamato "pezzo".
Nel giornalismo tradizionale, prevalentemente stampato, sono incaricati della stesura degli articoli i redattori, i quali seguono le indicazioni dei propri capiservizio, pur mantenendo autonomia di giudizio e di espressione. Spetta poi ai capiservizio, ciascuno per la sezione di propria competenza (interni, esteri, cronaca, economia, provincia, sport, ecc.), creare un titolo per ogni articolo, compito a volte affidato a un titolista. Testi in forma di articolo appaiono anche in riviste specialistiche, scientifiche, professionali, parlamentari o in ogni altro mezzo d'informazione, sia cartaceo che online.
Altre regole ha il servizio giornalistico per la radio o la televisione: in esso il testo scritto, che viene letto dal giornalista conduttore è accompagnato da registrazioni audio (se il mezzo è la radio) o video (televisione) che integrano e limitano il parlato.

## Principali tipi di articoli
Esistono diversi tipi di articolo, in funzione del contenuto, dell'autore, della posizione nella pagina e della sezione del giornale alla quale il "pezzo" è destinato (politica, economica, esteri, società, cultura, sport, ecc.). In base ai formati giornalistici esistenti si ha la seguente classificazione:

### Articoli d'informazione
- il servizio, che nasce dall'espansione di una notizia attraverso un lavoro di arricchimento e di aggiunta di particolari[6];
- l'intervista, che presenta le risposte di una personalità (politica, artistica, sportiva, ecc.) alle domande del giornalista[7];
- il ritratto, che dipinge un personaggio dell'attualità;
- il reportage, nel quale un inviato rende conto di persona di un determinato avvenimento[8];
- l'inchiesta, che si fonda su ricerche, testimonianze e analisi di un fenomeno o di un evento[9];
- la cronaca, in cui si espone un fatto così come si è svolto (cronaca di una partita di calcio, di una manifestazione, di una seduta parlamentare, ecc.); in particolare, quella cosiddetta «nera» riporta fatti di reato, anche gravissimi[10].

### Articoli d'opinione
- l'articolo di fondo (abbreviato in fondo), l'articolo di apertura della prima pagina (spesso scritto dal direttore)[11];
- l'editoriale, che presenta il punto di vista di un giornale su un tema d'attualità;
- la nota, specialmente quella politica, con cui si fornisce al lettore il panorama della giornata[12];
- il commento, con il quale si dà l'interpretazione, o la reazione del giornale, a un determinato fatto[13];
- il corsivo, breve commento (spesso polemico, eventualmente ironico) su un fatto o una persona.

### Articoli di critica
- la recensione, che esprime il punto di vista del giornalista su un'opera letteraria o musicale, un film o uno spettacolo (musicale o teatrale)[14];
- l'elzeviro, articolo di apertura della Terza pagina, lo spazio riservato alla cultura nei quotidiani italiani di un tempo[15].

Un articolo può essere introdotto da una breve nota, scritta in corsivo o in neretto. Tale breve testo è chiamato "distico".

## Altri tipi di articoli
- Rubrica: articolo collocato in posizione fissa ed affidato allo stesso giornalista. Pubblicato a intervalli regolari, nei quotidiani si distingue anche per la collocazione nella stessa zona della pagina (taglio alto-medio-basso)[17];
- Articolo di colore: ha caratteristiche particolari. La sua funzione è di accompagnare la notizia descrivendo l'ambiente (che può essere politico, culturale o dello spettacolo), con le sensazioni e gli umori che vi gravitano attorno. È un ritratto sociologico più che una cronaca vera e propria[18]. L'abilità del giornalista, in questo caso, consiste nel cogliere i lati confidenziali delle situazioni, di suscitare e raccogliere confessioni[19];
- Redazionale: articolo scritto da un giornalista su richiesta di un committente. Le regole della deontologia prescrivono che il testo sia caratterizzato graficamente in modo da renderlo riconoscibile[20].

Se si tratta di un comunicato pubblicitario redatto in stile giornalistico, viene chiamato "pubbliredazionale". Può essere anche scritto da un giornalista, ma in questo caso la sua firma non appare.

## Testina

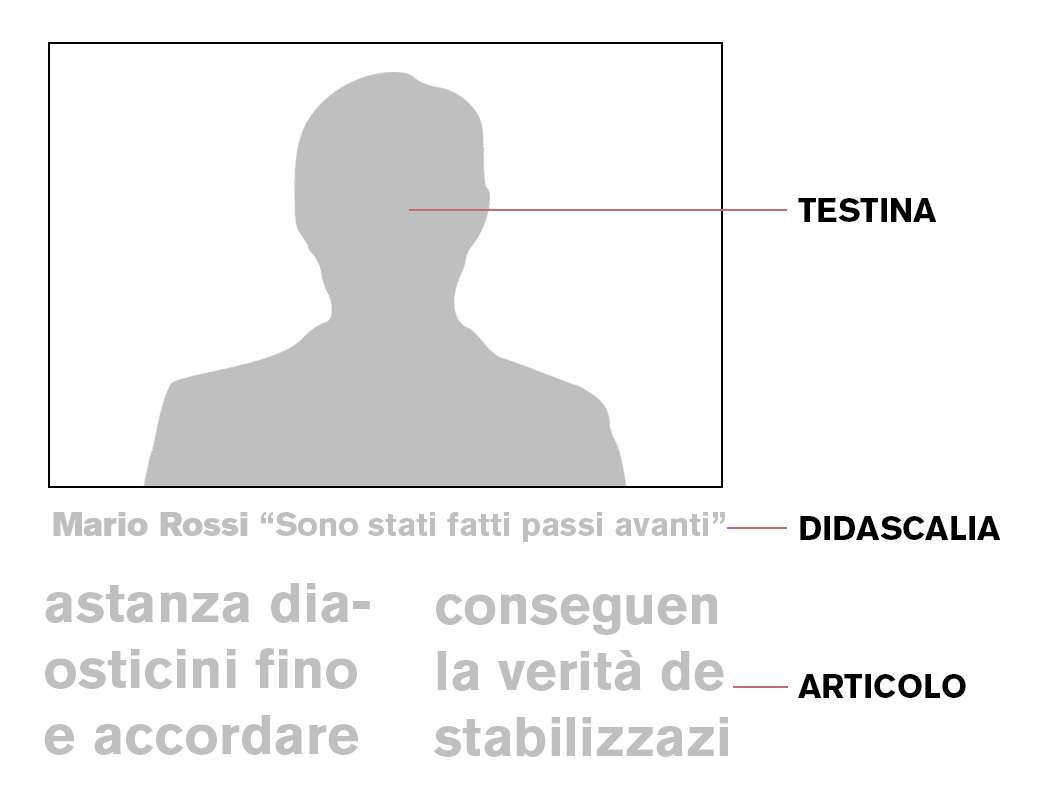
Un esempio di testina giornalistica

Molto spesso un articolo è accompagnato da una fotografia. Chiamata in gergo testina, essa viene utilizzata principalmente per dare immediata riconoscibilità alla persona che rilascia dichiarazioni o che, più raramente, è oggetto di dichiarazioni. Deve essere decontestualizzata in modo da poter essere usata ogni qualvolta lo si ritenga necessario, ed è solitamente accompagnata da una didascalia che ne identifica il soggetto e ne riassume la dichiarazione rilasciata. Nei giornali italiani la stragrande maggioranza delle testine non è firmata, anche se a volte nella didascalia il nome del fotografo è indicato tra parentesi tonde.

## Suddivisione della pagina di un quotidiano in base agli articoli
Gli spazi della pagina di un giornale sono utilizzati come segue:
- in alto a sinistra: articolo di apertura: è il pezzo più importante della pagina, quello che il lettore legge per primo;
- in alto a destra: articolo di spalla: appare in posizione simmetrica rispetto all'articolo di apertura e contiene un commento, un'analisi che approfondisce la notizia principale del giorno.

Gli spazi al centro della pagina possono essere di primo, secondo o terzo taglio (pezzi con titolo su due o tre colonne che tagliano orizzontalmente la pagina):
- nella parte alta: il centropagina: pezzo posto immediatamente al di sotto dell'apertura (detto anche "primo taglio");
- al centro della pagina: il taglio medio: pezzo collocato sotto il centropagina (detto anche "secondo taglio");
- al fondo pagina: il taglio basso: pezzo collocato nella parte bassa della pagina (detto anche "terzo taglio").